# Maison de Jules Verne
Ne doit pas être confondue avec le musée Jules-Verne, à Nantes.
La Maison de Jules Verne, située au 2, rue Charles-Dubois à Amiens, est la demeure dans laquelle Jules Verne a vécu de 1882 à 1900. Elle abrite maintenant un musée qui évoque la vie, l’œuvre et l'action publique de l'écrivain, qui y a composé plus de trente romans.

## Historique
Bâtie de 1845 à 1854 pour le notaire amiénois Jean-Baptiste-Gustave Riquier, comme les autres maisons du quartier, la « maison à la tour » est construite en briques rouges, enduites en rose sur la rue et aux joints clairs sur la cour. Les linteaux, les corniches et les appuis des fenêtres sont en pierre calcaire.
Le premier étage de la maison était réservé aux chambres, auxquelles on accédait par l’escalier en colimaçon de la tour. Le cabinet de travail de l’écrivain était installé au second étage à l’angle du bâtiment.
En 1882, Jules Verne et sa femme, Honorine, s’installent dans cette maison. Ils en sont locataires jusqu’en 1900. Jules Verne a 54 ans, il est au sommet de sa gloire.
En 1980, la ville d'Amiens achète et ouvre au public la maison qui est alors gérée par le Centre de documentation Jules Verne et accueille le fonds de l'association. En l'an 2000, la ville acquiert la collection de 30 000 pièces originales rassemblées par le collectionneur italien Piero Gondolo della Riva. Le Centre international Jules-Verne développe alors la maison de Jules Verne de 2000 à 2010. Fermée le 31 mars 2005 pour restauration, elle rouvre ses portes le 28 mars 2006 et est inaugurée le 24, 101 ans jour pour jour après la mort de Jules Verne. Le CIJV se voit alors de nouveau confier la gestion et l'animation de la maison dans le cadre d'une délégation de service public.
Depuis 2011, la maison de Jules Verne est administrée par les Bibliothèques d'Amiens Métropole. Cette même année, elle reçoit le label « Maisons des Illustres ».

## Description
Sur quatre niveaux, à partir d'ouvrages et d'objets ayant appartenu à Jules Verne ou de son époque, la Maison recrée l'atmosphère d'une demeure bourgeoise de la fin du XIXe siècle. La vie et l'histoire de la ville de l'époque est retracée à l'aide de photographies, d'affiches et d'écrits de l'auteur.

## Photos

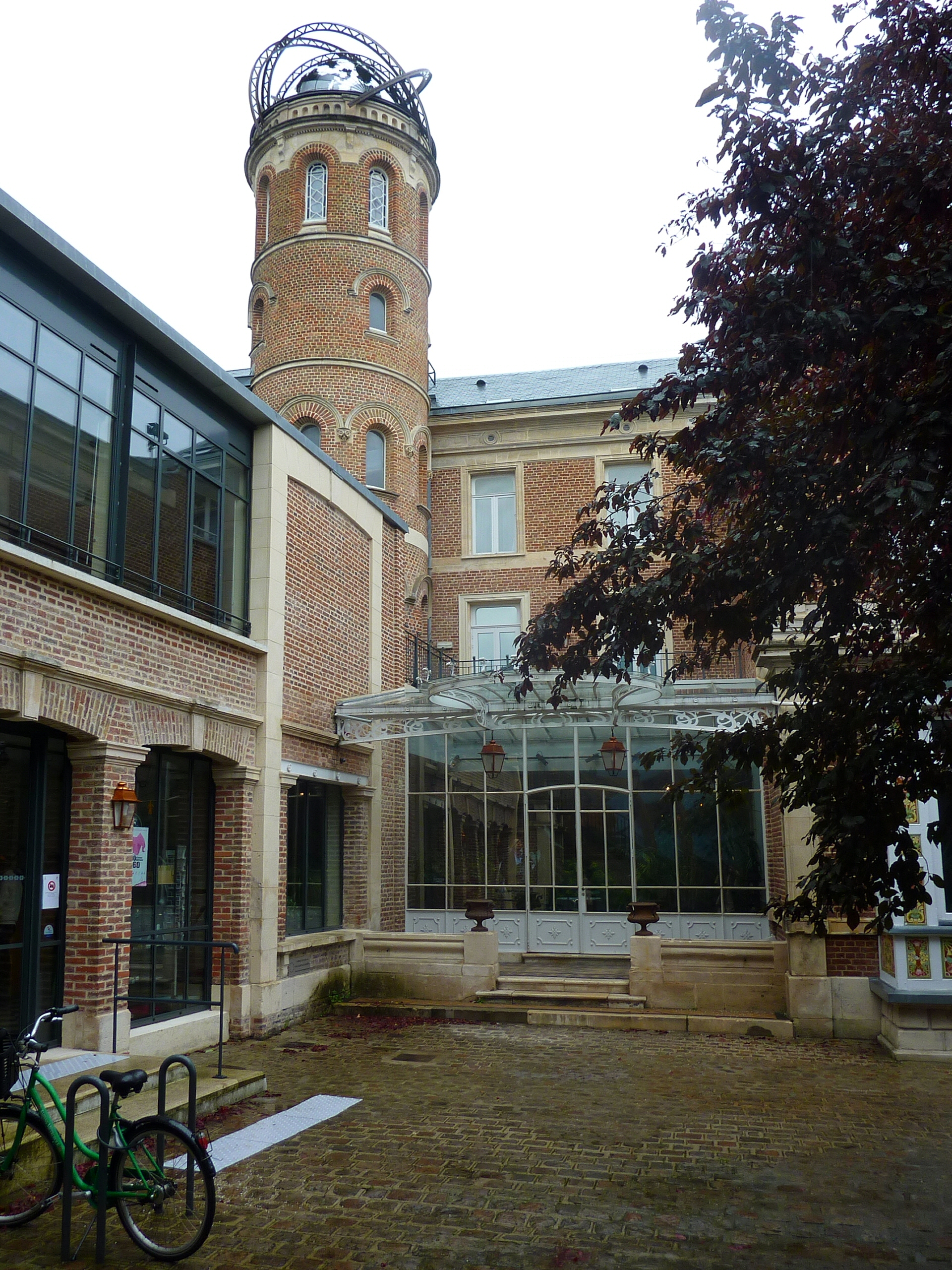
Cour intérieure, Maison de Jules Verne.
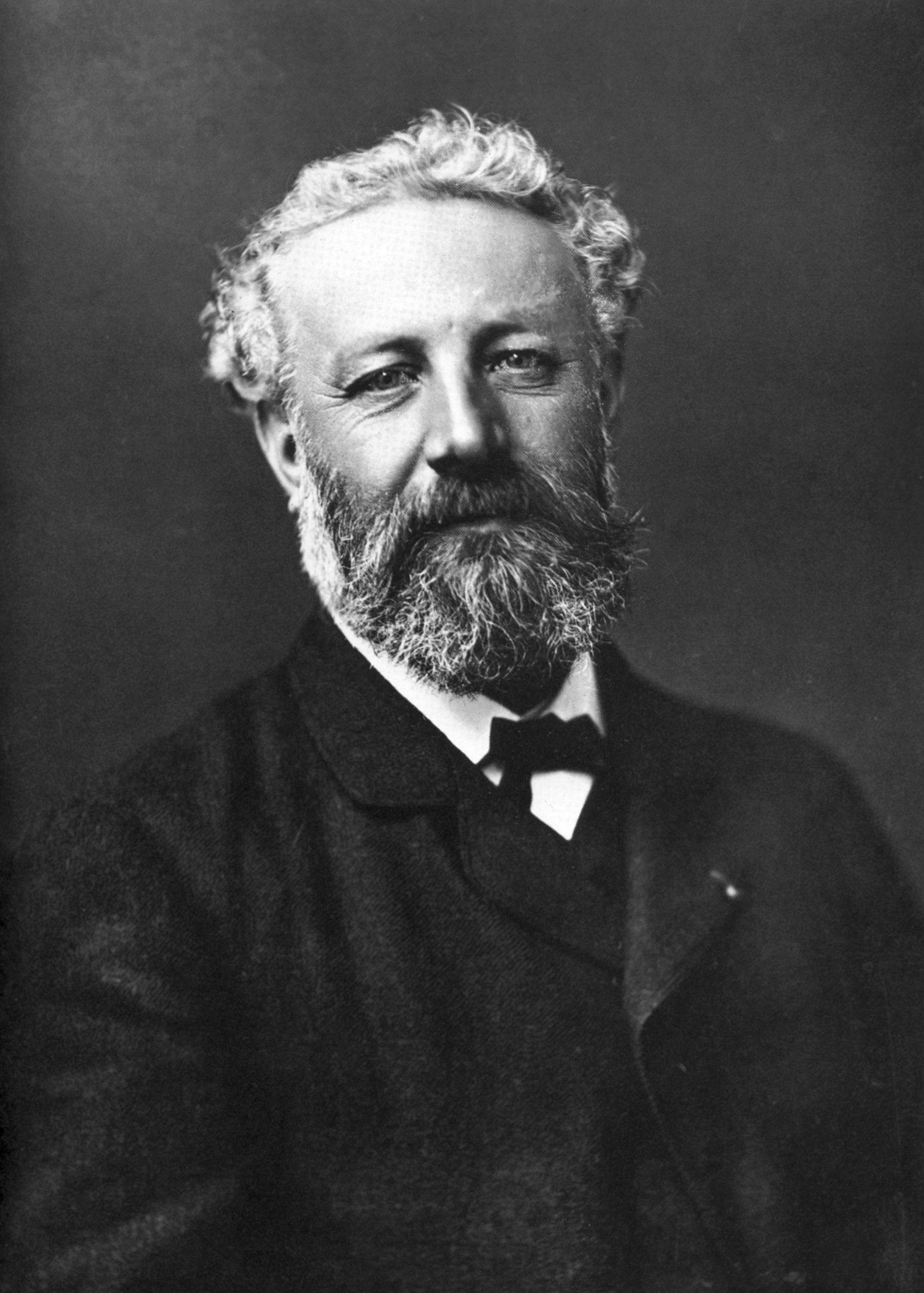
Jules Verne photographié par Nadar.
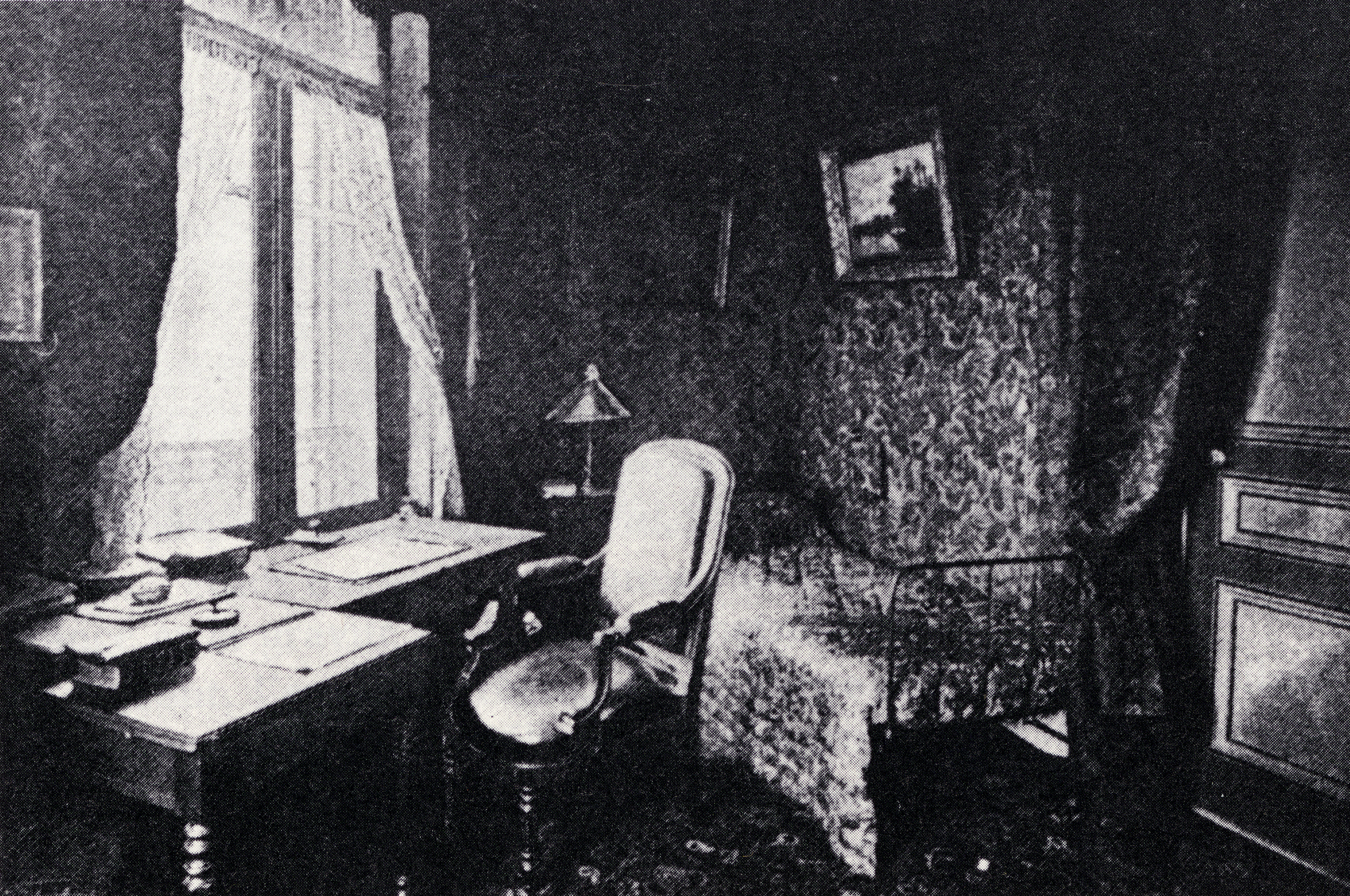
Cabinet de travail de Jules Verne.

## Pour approfondir